# العلاقات التركية الميكرونيسية
العلاقات التركية الميكرونيسية هي العلاقات الثنائية التي تجمع بين تركيا وولايات ميكرونيسيا المتحدة.

## مقارنة بين البلدين
هذه مقارنة عامة ومرجعية للدولتين:
| وجه المقارنة                                              | تركيا         | ولايات ميكرونيسيا المتحدة |
| --------------------------------------------------------- | ------------- | ------------------------- |
| المساحة (كم2)                                             | 783.56 ألف    | 702                       |
| عدد السكان (نسمة)                                         | 80.14 مليون   | 105.54 ألف                |
| الكثافة السكانية (ن./كم²)                                 | 102.28        | 15.03 ألف                 |
| العاصمة                                                   | أنقرة         | باليكير                   |
| اللغة الرسمية                                             | اللغة التركية | لغة إنجليزية              |
| العملة                                                    | ليرة تركية    | دولار أمريكي              |
| الناتج المحلي الإجمالي (بليون دولار)                      | 851.10 مليار  | 336.43 مليون              |
| الناتج المحلي الإجمالي (تعادل القوة الشرائية) بليون دولار | 1.57 تريليون  | 365.27 مليون              |
| الناتج المحلي الإجمالي الاسمي للفرد دولار أمريكي          | 9.12 ألف      | 3.02 ألف                  |
| الناتج المحلي الإجمالي للفرد دولار أمريكي                 | 19.79 ألف     |                           |
| مؤشر التنمية البشرية                                      | 0.761         | 0.640                     |
| رمز المكالمات الدولي                                      | +90           | +691                      |
| رمز الإنترنت                                              | .tr           | .fm                       |
| المنطقة الزمنية                                           | ت ع م+03:00   |                           |

## منظمات دولية مشتركة
يشترك البلدان في عضوية مجموعة من المنظمات الدولية، منها:
| علم المنظمة | اسم المنظمة                               | تاريخ انضمام تركيا | تاريخ انضمام ولايات ميكرونيسيا المتحدة |
| ----------- | ----------------------------------------- | ------------------ | -------------------------------------- |
|             | بنك التنمية الآسيوي                       | 1991               | 1990                                   |
|             | مؤسسة التنمية الدولية                     | 22 ديسمبر 1960     | 24 يونيو 1993                          |
|             | يونسكو                                    | 4 نوفمبر 1946      | 19 أكتوبر 1999                         |
|             | وكالة ضمان الاستثمار متعدد الأطراف        | 3 يونيو 1988       | 11 أغسطس 1993                          |
|             | الأمم المتحدة                             | 24 أكتوبر 1945     | 17 سبتمبر 1991                         |
|             | البنك الدولي للإنشاء والتعمير             | 11 مارس 1947       | 24 يونيو 1993                          |
|             | الاتحاد الدولي للاتصالات                  | 1866               | 18 مارس 1993                           |
|             | منظمة حظر الأسلحة الكيميائية              | ?                  | ?                                      |
|             | مؤسسة التمويل الدولية                     | 19 ديسمبر 1956     | 24 يونيو 1993                          |
|             | المركز الدولي لتسوية المنازعات الاستشارية | 2 أبريل 1989       | 24 يوليو 1993                          |

## وصلات خارجية
- موقع وزارة الخارجية التركية